# Alberto de la Bella
Alberto de la Bella Madueño (Santa Coloma de Gramenet, 2 december 1985) is een gewezen Spaans voetballer die bij voorkeur als linksback speelde.

## Clubcarrière
De la Bella tekende zijn eerste contract bij UDA Gramenet, een ploeg uit de Segunda División B maar werd onmiddellijk voor het seizoen 2014-2015 uitgeleend aan reeksgenoot RCD Espanyol B. Op het einde van het seizoen kon de ploeg uit Barcelona zich met een achttiende plaats echter niet handhaven. Het daaropvolgende seizoen 2005-2006 kreeg hij een kans bij de ploeg uit Gramenet en plaatste de ploeg zich op het einde van het seizoen met een vierde plaats voor de eindronde. In de eerste ronde bleek UD Salamanca echter te sterk te zijn.
Tijdens het seizoen 2006-2007 stapte hij voor twee jaren over naar Villareal CF B, dat toen actief was in de Tercera División. De ploeg zou vice-kampioen worden en dankzij de eindronde terugkeren naar de Segunda División B.
Sevilla Atlético werd voor seizoen 2008-2009 zijn volgende halte. Het was zijn eerste kennismaking met het professionele voetbal, maar de ploeg kon haar behoud in de Segunda División A niet bewerkstelligen. Ze eindigde op de allerlaatste plaats.
In juli 2009 tekende hij een vijfjarig contract bij Real Sociedad. In mei 2014 verlengde hij zijn contract tot medio 2018. Hij zou er in totaal 9 seizoenen blijven, waarvan er een uitgeleend. Op 29 augustus 2009 debuteerde de linksachter voor zijn nieuwe club in het competitieduel tegen UD Las Palmas. Op 7 maart 2010 maakte hij zijn eerste competitiedoelpunt tegen CD Numancia. In zijn eerste seizoen werd de ploeg kampioen en steeg de ze naar de Primera División. Het beste resultaat behaalde hij met de ploeg tijdens het seizoen 2012-2013. Dankzij een vierde plaats kon de ploeg het daaropvolgende seizoen meedoen aan de UEFA Champions League 2013/14. Tijdens het seizoen 2016-2017 werd hij uitgeleend aan Olympiakos Piraeus. De la Bella speelde in totaal 189 competitiewedstrijden voor de Baskische club, waarvan 7 seizoenen op het hoogste niveau van het Spaanse voetbal.
Vanaf seizoen 2018-2019 zette hij een stapje terug door een driejarig contract te tekenen bij UD Las Palmas. De ploeg was net gedegradeerd en vertoefde in de Segunda División A. Hij zou er twee seizoenen in de middenmoot van het klassement kennen.
Tijdens het seizoen 2020-2021 zou hij aan reeksgenoot en nieuwkomer FC Cartagena uitgeleend worden. Daar zou hij zijn teamgenoot van het vorige seizoen, Rubén Castro, terug tegen het lijf lopen. Deze speler tekende net een dag later bij de havenploeg. Zijn eerste optrede kende hij op zondag 20 september tijdens de tweede wedstrijd van de competitie, een thuiswedstrijd tegen Sporting Gijón. Na de winterstop kwamen daar nog eens Raúl Rodríguez Navas, een gewezen ploegmaat van Real Sociedad en Cristian López Santamaría, een gewezen ploegmaat van UD Las Palmas, bij. Zijn seizoen kwam op 20 februari 2021 tot een einde tijdens de 51ste minuut van de 26ste speeldag, toen Cartagena tegen zijn moederploeg speelde. Deze blessure hield hem voor de rest van de competitie van het veld. Tijdens de tweede helft van de week voor de laatste wedstrijd, begon hij terug met de bal te oefenen. Aangezien hij het afgelopen seizoen meer dan twintig officiële wedstrijden gespeeld heeft en de ploeg haar behoud afdwong, werd hij voor het seizoen 2021-2022 automatisch speler van de havenploeg. Zijn heroptreden vierde hij op 30 augustus 2021 tijdens de derde wedstrijd, de uitwedstrijd tegen Real Zaragoza. Ongeveer op hetzelfde moment dan vorig jaar, nu tijdens een training op 17 februari liep hij een gescheurde quadriceps-spier op in zijn rechterbeen, wat hem tot het einde van het seizoen kan houden.  Op het einde van het seizoen kondigde hij het einde van zijn actieve loopbaan als voetballer aan.  Zijn afscheidswedstrijd speelde hij tijdens de 5-0 thuisoverwinning tegen SD Amorebieta, wat de degradatie van deze ploeg betekende.

## Interlandcarrière
De la Bella debuteerde op 28 december 2010 in het Catalaans voetbalelftal, dat Honduras met 4-0 versloeg.
| Interlands van Alberto de la Bella | Interlands van Alberto de la Bella | Interlands van Alberto de la Bella | Interlands van Alberto de la Bella | Interlands van Alberto de la Bella | Interlands van Alberto de la Bella | Interlands van Alberto de la Bella |
| №                                  | Datum                              | Wedstrijd                          | Uitslag                            | Soort wedstrijd                    | Doelpunten                         | Assists                            |
| Als speler bij Real Sociedad       | Als speler bij Real Sociedad       | Als speler bij Real Sociedad       | Als speler bij Real Sociedad       | Als speler bij Real Sociedad       | Als speler bij Real Sociedad       | Als speler bij Real Sociedad       |
| ---------------------------------- | ---------------------------------- | ---------------------------------- | ---------------------------------- | ---------------------------------- | ---------------------------------- | ---------------------------------- |
| 1.                                 | 28 december 2010                   | Catalonië – Honduras               | 4-0                                | Vriendschappelijk                  | 0                                  | 0                                  |